# Mona Johansson
Mona Johansson, född 12 november 1924 i Masthuggs församling, Göteborg, död 2 april 2010 i Johannebergs församling, Göteborg, var en svensk konstnär, tecknare och grafiker.
Hon var dotter till föreståndaren Eric Johansson och Britta Maria Hissing. Johansson bedrev först merkantila studier vid ett handelsgymnasium men avbröt studierna för att ägna sig åt konst. Hon studerade vid Hovedskous målarskola i Göteborg 1946–1949 och museistudier under besök i Paris. Hon medverkade i Decemberutställningarna på Göteborgs konsthall och var representerad vid Nationalmuseums utställning Unga tecknare 1954. Separat ställde hon ut på Folkets hus i Göteborg och på Lilla Paviljongen i Stockholm 1954 och ställde därefter ut separat ett flertal gånger. Hon medverkade i Biennalen i Bradford 1970 och 1972. Hennes konst består av gatumotiv och landskap ofta från Göteborg och Varberg där hon har tecknat av stora delar av de stadsmiljöer som blivit rivna. Johansson är representerad vid Nationalmuseum, 
Moderna museet i Stockholm, Göteborgs konstmuseum och Borås konstmuseum.